# PISat
PISat (PESIT Imaging Satellite) ist ein indischer Erdbeobachtungs- und Technologieerprobungssatellit der PES-Universität in Indien.

## Ausstattung
PISat ist ein Nanosatellit. Er ist mit einer NanoCam ausgestattet. Sie ist eine CMOS-Farbkamera für die Erdbeobachtungsexperimente, die von GomSpace in Dänemark, gebaut wurde. Sie dient als Bildgebungsinstrument zur Erfassung der Oberfläche mit einer Auflösung von etwa 80 Metern.
Er wird mit Solarzellen und Batterien mit Strom versorgt.

## Start
PISat wurde am 26. September 2016 mit einer PSLV-Trägerrakete zusammen mit SCATSAT-1, Alsat-1B und 2B, Alsat-1N, BlackSky Pathfinder 1, Pratham und CanX-7 vom Satish Dhawan Space Centre in einen niedrigen Erdorbit gebracht.